# Bellony Sándor
Bellony Sándor (1836. szeptember 8. – Nagyszombat, 1873. szeptember 17.) katolikus pap.

## Élete
Bölcseleti s teológiai tanulmányainak végeztével 1859. február 8. pappá szentelték; segédlelkész volt Endrefalván, Selmecbányán és 1862-ben Esztergomban; majd papnevelőintézeti tanfelügyelő lett és 1865-től mint nagyszombati szentszéki jegyző működött.

## Munkái
Értekezéseket irt a Religióba (1858) és Tanodai Lapokba (1859), itt jelent meg a Káromkodás ellen című pályaműve is; irt még több hirlapi levelet.